# Frederick Spencer (4e comte Spencer)
Pour les autres membres de la famille, voir Famille Spencer.
Frederick Spencer, 4e comte Spencer, né le 14 avril 1798 dans la Cité de Westminster et mort le 27 décembre 1857 à Althorp, est un officier de marine et homme politique britannique.

## Biographie
Fils de George Spencer, 2e comte Spencer, il rejoint les rangs de la Royal Navy en 1811, participe aux guerres napoléoniennes puis à la guerre d'indépendance grecque avant de devenir comte Spencer à partir de 1845, Lord Chambellan entre 1846 et 1848, puis Lord Steward entre 1854 et 1857.
Grâce à son second fils Charles, il est l'arrière-arrière-grand-père de Diana Spencer.